# ضعف الوظائف المعرفية بعد العملية الجراحية
ضعف الوظائف المعرفية بعد العملية الجراحية (POCD) هو انخفاض في الوظيفة الإدراكية (خاصة في وظائف الذاكرة والتنفيذية) التي قد تستمر من شهر إلى 12 شهرًا بعد الجراحة، أو لفترة أطول.  في بعض الحالات، قد يستمر هذا الاضطراب لعدة سنوات بعد الجراحة الكبرى.  يختلف ضعف الوظائف المعرفية بعد العملية الجراحية عن ظهور الهذيان. أسبابه قيد التحقيق وتحدث عادة في المرضى الأكبر سنا وذوي الإعاقة الإدراكية الموجودة مسبقا. 
أسباب ضعف الوظائف المعرفية بعد العملية الجراحية ليست مفهومة. لا يبدو أنه ناجم عن نقص الأكسجين أو ضعف تدفق الدم إلى المخ.  قد يكون بوساطة استجابة الجسم الالتهابية للجراحة.

## إحصائيات المرض
ضعف الوظائف المعرفية بعد العملية الجراحية شائع بعد جراحة القلب، وقد أثبتت الدراسات الحديثة الآن أن ضعف الوظائف المعرفية بعد العملية الجراحية موجود أيضًا بعد الجراحة غير القلبية الرئيسية، على الرغم من انخفاض معدل الإصابة به. يزداد خطر الإصابة بالأمراض القهقرية العصبية مع تقدم العمر، ونوع الجراحة مهم أيضًا نظرًا لوجود نسبة منخفضة للغاية مرتبطة بالجراحة البسيطة. ضعف الوظائف المعرفية بعد العملية الجراحية أمر شائع في المرضى البالغين من جميع الأعمار عند الخروج من المستشفى بعد الجراحة الكبرى غير القلبية، ولكن فقط المسنين (الذين تتراوح أعمارهم بين 60 سنة أو أكثر) هم في خطر كبير للمشاكل المعرفية طويلة الأجل. يتعرض مرضى ضعف الوظائف المعرفية بعد العملية الجراحية لخطر متزايد للوفاة في السنة الأولى بعد الجراحة.  ازداد الاهتمام البحثي منذ أوائل عام 2000، خاصة وأن المزيد من المرضى المسنين قادرون على إجراء عمليات جراحية بسيطة وكبيرة ناجحة. 
تمت دراسة ضعف الوظائف المعرفية بعد العملية الجراحية من خلال العديد من المؤسسات منذ بدء الدراسة المتمركزة في آيندهوفن بهولندا وكوبنهاجن بالدنمارك. وجدت هذه الدراسة لا توجد علاقة سببية بين نقص الأكسجة الدماغية وانخفاض ضغط الدم و ضعف الوظائف المعرفية بعد العملية الجراحية. تم العثور على أن العمر، ومدة التخدير، والمضاعفات التمهيدية، والتهابات ما بعد الجراحة لتكون مرتبطة بضعف الوظائف المعرفية بعد العملية الجراحية. 
- من المحتمل أن يحدث ضعف الوظائف المعرفية بعد العملية الجراحية بعد العمليات الجراحية تحت التخدير الموضعي كما يحدث تحت التخدير العام..[2][4]
- على الأرجح يحدث المرض بعد العمليات الكبرى أكثر من العمليات البسيطة.[7][9][10]
- على الأرجح بعد عمليات القلب أكثر من الأنواع الأخرى من الجراحة..[7][10]
- على الأرجح أن يحدث في المسنين أكثر من المرضى الأصغر سنا.[7][9][10]
- على الأرجح في المرضى الأكبر سنًا الذين يتناولون / يتعاطون نسبة عالية من الكحول.[11]
- الأشخاص ذو المستوى التعليمي الأدنى هم أكثر عرضة لتطوير ضعف الوظائف المعرفية بعد العملية الجراحية من أولئك الذين لديهم مستوى تعليمي أعلى..[7][10]
- الأشخاص الذين لديهم تاريخ سابق لسكتة دماغية - على الرغم من وجود شفاء وظيفي كامل - هم أكثر عرضة لتطوير ضعف الوظائف المعرفية بعد العملية الجراحية.[2][7][10][7][10]
- من المرجح جدًا أن يكون الهذيان وتدهور الوظيفة العقلية شديدًا لدى مرضى الزهايمر واضحًا سريريًا أو غيره من أشكال الخرف ، وكذلك أولئك الذين لديهم تاريخ من الهذيان بعد العمليات السابقة.[12]

## الأسباب
من المحتمل أن تلعب استجابة الجسم الالتهابية للجراحة دورًا مهمًا، على الأقل في المرضى المسنين. قامت عدة مبادرات بحثية خلال السنوات الأخيرة بتقييم ما إذا كانت الإجراءات المتخذة قبل الجراحة وأثناءها وبعدها يمكن أن تقلل من الآثار الضارة المحتملة للالتهابات. على سبيل المثال، يمكن إعطاء العوامل المضادة للالتهابات قبل الجراحة. أثناء الجراحة، يمكن تعديل الالتهاب عن طريق التحكم في درجة الحرارة أو استخدام التخدير الموضعي وليس العام أو استخدام حاصرات بيتا. بعد الجراحة، تعد الإدارة المثلى للألم والسيطرة على العدوى مهمة.  أظهرت العديد من الدراسات تأثيرات إيجابية ذات أهمية متغيرة عندما يتم اتباع نهج متعدد التخصصات، ومتعدد العوامل للمريض المسن خلال الرعاية قبل والفترة المحيطة وبعد العملية الجراحية.

## وصلات خارجية
- "Postoperative cognitive dysfunction" (PDF). مؤرشف من الأصل (PDF) في 2016-03-03. {{استشهاد بدورية محكمة}}: الاستشهاد بدورية محكمة يطلب |دورية محكمة= (مساعدة)
- Muñoz-Corsini L، Gómez-Arnau J، Porras MC، Galindo S، Jiménez R (مايو 1997). "Postoperative cognitive dysfunction". Rev Esp Anestesiol Reanim. ج. 44 ع. 5: 191–200. PMID:9280997.
- Crosby، Gregory؛ Culley، Deborah J. (2011). "Surgery and anesthesia: healing the body but harming the brain?". Anesthesia & Analgesia. ج. 112 ع. 5: 999–1001. DOI:10.1213/ANE.0b013e3182160431. PMC:3092153. PMID:21515644. مؤرشف من الأصل في 2019-12-09.
- Rasmussen، L. S. (نوفمبر 1998). "Defining postoperative cognitive dysfunction". European Journal of Anaesthesiology. ج. 15 ع. 6: 761–764. DOI:10.1097/00003643-199811000-00026. مؤرشف من الأصل في 2016-06-30.
- Deiner، S.؛ Silverstein، J.H. (2009). "Postoperative delirium and cognitive dysfunction". British Journal of Anaesthesia. ج. 103: i41–i46. DOI:10.1093/bja/aep291. PMC:2791855. PMID:20007989. مؤرشف من الأصل في 2016-11-25.